# Ben Segaiga
Ben Segaiga (1º settembre 1985) è un calciatore samoano americano, di ruolo difensore.